# Grup de l'Erlspitze
El grup de l'Erlspitze, també conegut com a grup de Seefeld, és la serralada lateral més al sud-oest de la part austríaca de les Karwendel. Envolta la vall en forma de ferradura d'Eppzirler i es tanca al sud sobre la Erlsattel la Solsteinhaus, a la Inntalkette. Limita a l'oest amb la vall de Seefeld, i a l'est amb la vall de Gleirsch.
En contrast amb les quatre principals cadenes de les Karwendel, el grup de l'Erlspitze es compon principalment de dolomita. En són típiques formes de meteorització estranyes com ara torres, pinacles i crestes, portes rocoses i coves, com a resultat de la ràpida disminució de les capes de roca individuals.
Els pobles propers al grup de l'Erlspitze són Hochzirl, Reith, Seefeld i Scharnitz, tots ells accessibles a través de la línia ferroviària Innsbruck-Mittenwald.
Hi ha dos refugis de muntanya que serveixen com a base per a excursions a la zona del grup de l'Erlspitze: a l'oest hi ha la Nördlinger Hütte, i al sud la Solsteinhaus. A la part nord del grup de l'Erlspitze hi ha l'Oberbrunnalm i l'Eppzirler Alm.

## Cims
Els pics més importants, per ordre d'alçada, són:
- Erlspitze (2.405 m)
- Reither Spitze (2.374 m)
- Freiungen (2.332 m)
- Kuhljochspitze (2.297 m)
- Seefelder Spitze (2.221 m)
- Fleischbanktürme (2.216 m)
- Fleischbankspitze (2.206 m)
- Karlspitze (2.174 m)
- Seefelder Joch (2.060 m)
- Zischgenkopf (1.932 m)
- Zäunlkopf (1.746 m)